# Архип (песник)
Архип (старогрчки: Αρχιππος; активан током касног 5. века пре нове ере) био је атински песник старе комедије.
Његова најпознатија драма била је Рибе, у којој је сатирирао наклоност атинских епикура према риби.
Александријски критичари су му приписали ауторство четири драме које су раније додељене Аристофану (Дионизијев бродолом, Острва, Ниобос и Поезија).
Архипа су савременици исмевали због његове наклоности да се игра речима.
Сачувани су наслови и фрагменти шест драма: Амфитрион, Магарећа сенка, Рибе, Херкулес се жени, Пинон, Плоут.